# Ratos
Ratos AB er en svensk børsnoteret investeringsvirksomhed. Den blev grundlagt af brødrene Ragnar og Torsten Söderberg i 1934 som et familie-drevet selskab. Ratos har tidligere haft betydelige aktieposter i virksomheder som Stora Kopparberg, Gränges, Esselte og en ståldivision.

## Virksomheder
Virksomheder som Ratos ejer (2021-05-04)
- Aibel
- airteam
- DIAB AB
- HENT
- HL Display
- Kvdbil
- LEDIL
- Oase Outdoors
- Plantagen
- Speed Group
- TFS
- Vestia